# Norveška
Norveška (službeni naziv: Kraljevina Norveška) država je Nordijske regije Sjeverne Europe koja obuhvaća zapadni dio Skandinavskog poluotoka, kao i otok Jan Mayen te arktičko otočje Svalbard. Tu zemlju površine 385.207 kvadratna kilometra nastanjuje oko 5,5 milijuna stanovnika. Jedna je od najrjeđe naseljenih država Europe. Najveća granica joj je sa Švedskom na istoku, dok na sjeveroistoku graniči s Finskom i Rusijom. Krajnji jug od Danske razdvaja tjesnac Skagerrak. Glavni grad Norveške je Oslo. Razvedena norveška obala uz Atlantski ocean i Barentsovo more dom je mnogih znamenitih fjordova.
Po završetku Drugog svjetskog rata Norveška doživljava nagli gospodarski rast koji je u prva dva desetljeća otpočeo s industrijalizacijom pomorskog prometa i trgovine, da bi se od ranih 1970-ih nastavio eksploatacijom velikih nalazišta nafte i prirodnog plina u Sjevernom i Norveškom moru. Danas je Norveška po monetarnoj vrijednosti treća najbogatija država svijeta, s najvišom kapitalnom rezervom po stanovniku. Norveška je peti najveći izvoznik nafte, a naftna industrija zauzima četvrtinu njezinog BDP-a. Tijekom gospodarske krize 2007. – 2010., norveška kruna se pokazala jednom od najstabilnijih svjetskih valuta.
Norveška obiluje naftom, prirodnim plinom, hidroenergijom, šumama i mineralima, a 2006. je bila drugi najveći izvoznik morskih plodova (nakon Kine). Druge važne grane industrije uključuju prijevoz, preradu hrane, brodogradnju, metalurgiju, kemijsku industriju, rudarstvo te drvnu i papirnu industriju. Norveška njeguje skandinavski društveni model s univerzalnom zdravstvenom skrbi, subvencioniranim visokim obrazovanjem i opsežnim sustavom socijalnog osiguranja. Norveška je bila najviše rangirana država svijeta po ljudskom razvojnom indeksu od 2001. do 2007. te ponovo 2009. Godine 2007. je ocijenjena najmiroljubivijom državom svijeta prema indeksu globalnog mira.
Norveška je ustavna monarhija i parlamentarna demokracija na čelu s poglavarom kraljem Haraldom V. i premijerom Jonasom Støreom. Unitarna je država s administrativnom podjelom na dvjema razinama: na okruge (fylker) i na općine (kommuner). Saamski narod uživa određeni stupanj samouprave putem vlastitog parlamenta nad tradicionalno poznatim teritorijima. Iako je norveški narod dvaput na referendumima odbio ulazak svoje države u Europsku uniju, Norveška usko surađuje s tom zajednicom, zemljama članicama, kao i sa Sjedinjenim Državama. Norveška je jedan od glavnih financijskih pokrovitelja UN-a i sudjeluje u međunarodnim misijama te organizacijama, posebice u Afganistanu, Kosovu i Sudanu. Norveška je jedna od suosnivača UN-a, NATO-a, Vijeća Europe i Nordijskog vijeća, te članica Europskog ekonomskog prostora, WTO-a i OECD-a.

## Etimologija
Suvremeni etimolozi vjeruju da ime zemlje znači „sjeverni put”, odn. put prema sjeveru, što se na starom sjevernogermanskom jeziku izgovaralo nor veg ili norð vegr. Na sjevernogermanskome jeziku Norveška se zvala Nóregr, na staroengleskom Norþ weg, a na srednjovjekovnom latinskom Northvegia. 
Današnje ime Kraljevine Norveške na bokmål pisanom standardu glasi Kongeriket Norge, a na nynorsk standardu Kongeriket Noreg. 

## Zemljopis
Drugi po redu najduži fjord se nalazi u Norveškoj (okrug Sogn og Fjordane), naziva se Sognefjorden i dug je 205 kilometara. Britanski polarni plivač Lewis Pugh ga je preplivao 2004. godine i zasad je jedini čovjek koji je to uspio. Norveška se katkad naziva „zemljom 1000 fjordova” prema brojnim uskim, dubokim zaljevima strmih obala. Najviši vrh u zemlji je Galdhøpiggen, visok 2469 m. Samo 2,28 % tla je obradivo. Ima najnepristupačniju i najrazvedeniju obalu na svijetu te oko 50 000 otoka.
Norveška je smještena između koordinata 57° i 81° N (sjeverno) i 4° i 32° E (istočno). Ujedno se i najsjevernija točka Europe nalazi na norveškom otoku Magerøya: rt Nordkinn (Knivskjellodden) u općini Nordkapp (71° 11' 8" N). Iz navedenih podataka možemo primijetiti da je Norveška dugačka, ali uska država. Duga je oko 1800 km te široka 450 km na najširem djelu, a na najužem samo 80 km. Te proporcije utječu i na vremenske razlike unutar države te na nejednakost duljine dana i noći tijekom godine. To najbolje pokazuje podatak da se na Nordkappu Sunčeva svjetlost po ljeti pojavljuje kroz samo 76 dana. Norveška se prostire duž zapadne obale Skandinavskog poluotoka i graniči s Rusijom (196 km), Finskom (727 km) i Švedskom (1 619 km). Okružuje ju Skagerrak (tjesnac između Norveške, Švedske i Danske), Sjeverno more, Norveško more i Barentsovo more. Pod njezinom vlašću nalaze se i neki od Arktičkih otoka, kao što su Jan Mayen i Svalbard, oko kojega vodi stoljetne sporove s Rusijom. Južni dio zemlje se nalazi u sjevernom umjerenom pojasu, dok se sjeverni dio zemlje nalazi u sjevernoj polarnoj regiji. 

### Reljef
Za Norvešku se može reći da je planinska zemlja s vrlo razvedenom obalom duljom od 25 000 km, uključujući fjordove i otoke. Usporedno s razvedenom morskom obalom pruža se Skandinavsko gorje i to od jugozapada prema sjeveroistoku, u duljini od 1 700 km, nastalo u razdoblju kaledonskoga nabiranja (silur i devon) prije 450 – 500 milijuna godina. Sastavljeno je u unutrašnjosti od prostranih ravnjaka (fjell ili vidda) međusobno odijeljenih dubokim dolinama. S ravnjaka se izdižu planinski vrhovi koji su najviši na jugu (Galdhøpiggen, 2 469 m). Gorje iznad visine od 1 000 m na sjeveru, odnosno 1 300 m na jugu, prekriveno je ledenjacima od kojih je najveći norveški ledenjak Jostedalsbreen (60 km duljine). Prema obali gorje se spušta strmo, a prema istoku postupno. Na krajnjem sjeveru je niski (300 m) i pusti ravnjak Finnmarksvidda. Niska južna obala Norveške razvedena je rijasima, a zapadna i sjeverozapadna fjordovima, koji se usijecaju duboko u unutrašnjost. Najveći je Sognefjord, dugačak 205 km i dubok do 1 308 m, koji je ujedno drugi najdulji fjord u svijetu i dubok 1 308 metara. 
Za naseljavanje su povoljniji krajevi u dnu fjorda, gdje u more utječu planinske rijeke. Uz zapadnu i sjeverozapadnu obalu proteže se niz od oko 150 000 malih stjenovitih otoka (skjar), ledenjačkih hridi i nekadašnjih abrazijskih polica, koje su dospjele pod vodu tek u zadnjim tisućljećima, nakon povlačenja velikog ledenog pokrova i oni svi zajedno tvore otočnu ogradu (skjargard). U južnom djelu Norveške niža su brda sa širokim ledenjačkim dolinama, koje se otvaraju prema prostranijim ravnicama oko Oslofjorda i na obali Skagerraka, gdje je populacijsko i gospodarsko središte države. 
Sama Norveška se nalazi na Baltičkom štitu i kaledonskom nabranom gorju. Baltički štit je građen od gnajsa, granita i kristaličnih škriljevaca pretkambrijske starosti. Snižen i uravnjen prije paleozoika na površinu izbija samo na jugoistoku i sjeveroistoku zemlje. Najveći dio prastare osnove prekriven je u paleozoiku (kambrij – silur) sedimentnim stijenama (vapnenci, pješčenjaci, konglomerati), nabranim za kaledonske orogeneze. Za alpske orogeneze u tercijaru, Kaledonidi su mjestimično razlomljeni i spušteni, a rijeke su na zapadu usjekle duboke doline. U pleistocenu Norveška je središte glacijacije, odakle se ledenjaci spuštaju na sve strane, stvarajući glavne oblike sadašnjeg reljefa kao što su ledenjačke doline, fjordovi i jezerske zavale. Hornindalsvatnet je najdublje jezero u Europi, duboko 514 metara. Zbog vrlo različite klime i reljefa, u Norveškoj ima veliki broj različitih staništa, više nego igdje u Europi, tako da postoji preko 60 000 različitih vrsta živih bića u Norveškoj (ne uključujući bakterije i viruse). Mora koja okružuju Norvešku bogata su živim svijetom.

### Klima
Klima Norveške je zbog utjecaja tople Golfske struje i zapadnoatlantskog oceanskog vjetra mnogo toplija od klime drugih krajeva iste zemljopisne širine; samo je sjeverni kraj Norveške pod utjecajem hladnih masa polarnog zraka, odnosno klima je tamo polarna (subarktička). U unutrašnjosti klima je planinska, s nešto toplijim ljetima i oštrim, osjetno hladnijim zimama, gdje su srednje mjesečne temperature siječnja od –11 °C do –15 °C, a apsolutni minimum iznosi –51 °C u Karasjoku (Kárášjohka), ali ipak stabilnija od klime primorja. Priobalni pojas se odlikuje čestim padalinama i vjetrom, uz nagle promjene vremena. Srednja temperatura zraka kreće se u siječnju od –4 °C na sjeveru do 2 °C na jugu, a u srpnju od 10 °C na sjeveru do 17 °C na jugu. Zbog toplinskog utjecaja Golfske struje, more se uz obalu ne zaleđuje. Najviše oborina s vrhuncem zimi imaju zapadni pristranci Skandinavskog gorja i to od oko 1000 litara/m² na sjeveru do 3000 litara/m² na jugu. Sjeveroistočni i jugoistočni dijelovi zemlje imaju najmanje padalina, od 600 do 700 l/m². Snježni pokrivač Norveške traje oko 7 mjeseci godišnje na sjeveru, 9 – 10 mjeseci na planinama i 3 – 4 mjeseca na jugoistoku.
U Oslu je srednja mjesečna temperatura siječnja –4,7 °C, srpnja 17,3 °C i 740 l/m² padalina, u Bergenu srednja mjesečna temperatura siječnja 1,5 °C, srpnja 15 °C i 1958 l/m² padalina, u Trondheimu srednja mjesečna temperatura siječnja –3,8 °C, srpnja 15 °C i 3870 l/m² padalina, te u Tromsøu srednja mjesečna temperatura siječnja –3,5°C, srpnja 12,4 °C i 3994 l/m² padalina. Iz navedenih podataka možemo zaključiti da temperaturne razlike između sjevera i juga nisu velike, ali su zato velike klimatske razlike između priobalnog pojasa i unutrašnjosti zemlje.
Zbog visoke zemljopisne širine Norveške, postoje velike sezonske promjene dnevnog svjetla. Od kraja svibnja do kraja srpnja, Sunce se nikada u potpunosti ne spušta iza horizonta u područjima sjeverno od Arktičkog kruga, a ostatak zemlje ima do 20 sati svjetla dnevno. Suprotno tomu, od kraja studenoga do kraja siječnja, Sunce se nikad ne diže iznad horizonta na sjeveru, a dnevno svjetlo vrlo kratko traje u ostatku zemlje.

### Hidrografija
Riječna mreža Norveške je vrlo gusta. Rijeke se s planina slijevaju u fjordove i prema jugoistoku. One su vrlo kratke, velikog pada, s mnoštvom brzica i slapova i bogate su vodom. Zbog velikog pada korita postoje uvjeti za hidroenergetsko iskorištavanje. Rijeke koje teku sa zapadnog pristranka Skandinavskog gorja vrlo su kratke i ne zaleđuju se, a rijeke koje s istočnog pristranka teku u Skagerrak dulje su i zaleđene do 4 mjeseca godišnje. Tokovi slijeva Barentsova mora, zaleđeni su od 5 do 7 mjeseci godišnje. Najdulje rijeke se nalaze na jugoistoku; najdulja je Glomma ili Glåma (598 km), a iza nje Gudbrandsdalslågen ili Lagen (204 km). Oko 4 % površine Norveške zauzimaju jezera, koja se nalaze u dolinama na jugu i u planinama. Neka od njih su ledenjačka, jer ledenjaci prekrivaju oko 4 600 km² površine Norveške. Najveća jezera Norveške su Mjøsa (362 km²) i Røssvatnet (219 km²). Jezero Hornindalsvatnet u Vestlandu je najdublje jezero u Europi.

### Tlo i vegetacija
Plodna tla u Norveškoj su ograničena na riječne naplavine u dnu dolina i fjordova te na stalne morene u južnom dijelu. U ostalim dijelovima zemlje tla su kamenita, a na prostranim područjima u planinama i na sjeveru je gola stjenovita površina. Šume prekrivaju oko 27 % površine Norveške. U južnom dijelu i uz zapadnu obalu zemlje prevladavaju listopadne šume u kojima dominiraju hrast lužnjak (lat. Quercus robur), hrast kitnjak (lat. Quercus petraea), obična breza (lat. Betula pendula), breza Betula pubescens, jasen Fraxinus excelsior, javor Acer platanoides, dok bukva (lat. Fagus sylvatica) uspijeva samo na krajnjem jugu. U tim šumama žive velike grabežljive životinje kao što su vukovi, medvjedi i risovi, ali one su dugogodišnjim lovom gotovo istrijebljene. Listopadne šume se penju do visine 300 – 400 metara, a nad njima su guste crnogorične šume četinjača, među kojima prevladavaju obični ili bijeli bor (lat. Pinus sylvestris) i smreka (lat. Picea abies). Gornja granica šuma na jugu je na otprilike 1 100 m, a prema sjeveru se postupno spušta do visine 300 – 500 m. Prema sjeveru se šume šire najdalje do 70° N, gdje se nalazi nacionalni park Stabbursdalen.
Planine iznad 1 000 m i sjever zemlje većinom su prekriveni tundrom i planinskim rudinama. U prošlosti Norveška je imala puno više površine prekrivene šumama, no danas zbog sječa i neobnavljanja na mjestima gdje su nekad bile šume, sada su bare i močvare. Osim toga Norveške šume ugrožavaju i kisele kiše nastale industrijskim zagađenjem u susjednim zemljama. Šume su za Norvešku veoma važne, jer se od drveta izrađuju ribarski čamci, grade kuće, ne samo u šumovitim dolinama, već i u gradovima i ono je važna sirovina za mnoge industrije. Osim šuma među bogatom i raznolikom vegetacijom možemo izdvojiti borovnice, brusnice i patuljastu murvu, čiji su plodovi skandinavska poslastica.

### Prirodni okoliš
Diljem Norveške nailazimo na zapanjujući i dramatičan okoliš i krajolik. Zapadna obala južne Norveške i obala sjeverne Norveške predstavljaju neke od vizualno najimpresivnijih obalnih krajolika na svijetu. National Geographic je uvrstio norveške fjordove među najveće svjetske atrakcije. Kad je riječ o tome koliko je politika učinila za zaštitu okoliša, Environmental Performance Index stavio je 2008. Norvešku na drugo mjesto, odmah iza Švicarske. 

## Politika
Po Ustavu donesenom 17. svibnja 1814. (nadahnut je Deklaracijom o nezavisnosti Sjedinjenih Američkih Država, kao i Francuskom revolucijom), s izmjenama 1906. i još poslije više od 50 puta, Norveška je unitarna ustavna monarhija s parlamentarnim sustavom vlasti, gdje je kralj najvažnija osoba u državi (nasljedna monarhija po muškim potomcima dinastije Oldenbeurg, a od 1990. prijestolje se nasljeđuje i po ženskoj liniji), a premijer u Vladi. Od 17. siječnja 1991. na prijestolju je kralj Harald V., iz kraljevske kuće Schleswig-Holstein-Sonderburg-Glücksburg, prvi norveški kralj od 14. stoljeća koji je rođen u Norveškoj.
Vlast je odvojena na zakonodavnu, izvršnu i sudbenu granu, kako je definirano Ustavom, koji je najviši dokument zemlje. Monarh službeno zadržava izvršnu vlast, no nakon uvođenja parlamentarnog sustava vlasti dužnosti monarha postale su strogo reprezentativne i ceremonijalne, kao što je formalno imenovanje i razrješenje predsjednika Vlade i drugih ministara izvršne vlasti. U skladu s tim, monarh je vrhovni zapovjednik Norveških oružanih snaga, vrhovni autoritet Norveške crkve i službeno predstavlja zemlju u inozemstvu te je simbol jedinstva. Ima pravo suspenzivnog veta na zakonske prijedloge usvojene u Parlamentu, ali ako ih Parlament kvalificiranom većinom ponovno usvoji, kralj ih može sankcionirati. On imenuje predsjednika vlade i ministre te druge visoke državne službenike, no predložena vlada mora dobiti većinsku potporu u Parlamentu. Ako kralj nema muškog potomstva, dozvoljeno je da Parlamentu predloži svoga budućeg nasljednika, ali to ne obvezuje Parlament, koji odluku donosi prema slobodnoj procjeni.

### Parlament
Parlament, norveškog imena Stortinget, obavlja zakonodavnu vlast. Ima 165 članova, ali taj broj se mijenja za 4 do 13 članova ovisno o broju birača. Parlament se bira na 4 godine, a biraju ga građani s navršenih 18 godina života na općim, neposrednim i tajnim izborima po proporcionalnom sistemu u 19 izbornih okruga. Za aktivno biračko pravo predviđen je boravišni cenzus od 5 godina, a za pasivno od 10 godina. Novoizabrani Parlament zasjeda u točno određeno vrijeme, bez ikakvog utjecaja kralja ili vlade. Na prvom zasjedanju novoizabrani Parlament bira jednu četvrtinu svoga članstva za članove Gornjeg doma (Lagting), a preostale tri četvrtine čini Donji dom (Odelsting). Parlament, Gornji dom i Donji dom biraju svoga predsjednika. Domovi su u načelu ravnopravni, s tim što pravo zakonodavne inicijative ima isključivo Donji dom. O zakonu se prvo raspravlja u Donjem domu, a zatim u Gornjem domu. U slučaju nesuglasnosti domova, o prijedlogu zakona odlučuje se dvotrećinskom većinom na zajedničkoj sjednici. Prihvaćene zakone mora prihvatiti i kralj; ako odbije, parlament mu ne može još jednom predložiti isti zakon, no njegova suglasnost nije potrebna ako zakon ponovo donese sljedeći izabrani parlament. Na zajedničkim sjednicama rješavaju se financijska i važna politička pitanja. Dvotrećinska većina parlamenta je potrebna i u postupku promjene Ustava. 
Saamski narod ima donekle pravo na samoodređenje i utjecaj nad svojim tradicionalnim teritorijima, i to putem vlastitog parlamenta imena Sametinget te Finnmarškog zakona.

### Vlada
Vlada obavlja izvršnu vlast. Sastavlja je vođa stranke, odnosno koalicije stranaka s većinom glasova na parlamentarnim izborima; uz ministra premijera ima još najmanje 7 članova, a za svoj rad je odgovorna Parlamentu. Položaj premijera, najvažnije osobe u norveškoj Vladi, jest da je zastupnik u Parlamentu, može dobiti povjerenje većine u Parlamentu, obično je trenutačni vođa najjače političke stranke, odnosno koalicije stranaka, jer jedna stranka obično nema dovoljnu podršku da sama formira Vladu. Međutim, Norveškom su često vladale stranke koje su imale manjinu u Parlamentu. Trenutno je premijer Jonas Gahr Støre (Ap), koji je na tom položaju od 2021. godine.

### Sudbena vlast
Vrhovni sud (nor. Høyesterett), 5 apelacijskih sudova i kotarski sudovi obavljaju sudbenu vlast. Zajednička sjednica sudaca Vrhovnog suda i članova Gornjeg doma ima svojstva Ustavnog suda (nor. Riksrett), koji sudi ministrima, članovima Vrhovnog suda i zastupnicima u parlamentu. Odluku o pokretanju postupka donosi Donji dom. Izvan redovitog sudstva djeluju mirovni sudovi, koji postoje u svakoj općini. Godine 1962. ustanovljen je Ombudsman, koji nadzire rad tijela uprave, a imenuje ga Parlament.

### Okruzi Norveške
Norveška je podijeljena na 11 administrativnih regija (županija), nazvanih okruzima (nor. fylke, mn. fylker (Bokmål) / fylke (Nynorsk)), dva grada, 356 gradsku i seosku općinu. Općine imaju svoja izabrana lokalna vijeća i izvršne odbore. Nacionalni praznik je Dan Ustava koji se slavi 17. svibnja. Državnu himnu Ja vi elsker dette landet spjevao je 1859. godine norveški književnik Bjørnstjerne Bjørnson, a uglazbio 1865. skladatelj Rikard Nordraak.
Županijama upravljaju neposredno izabrane županijske skupštine, koje biraju župana. Osim toga, kralj i Vlada zastupljeni su u svakoj županiji putem fylkesmann, koji djeluje kao župan.  Na taj je način vlada direktno zastupljena na lokalnoj razini putem županovih ureda. Županije su dodatno podijeljene na drugoj razini na 431 općina (norv. kommuner), kojima upravljaju direktno izabrana općinska vijeća, na čijem je čelu gradonačelnik ili načelnik i mali izvršni kabinet. Glavni grad Oslo smatra se i županijom i općinom. Norveška ima u svom sastavu i dva prekomorska teritorija: Jan Mayen i Svalbard. Postoje i tri antarktičke i subantarktičke kolonije: otok Bouvet, otok Petra I. i Zemlja kraljice Maud. Osim toga postoji 96 naselja sa statusom grada u Norveškoj. U većini slučajeva granice grada podudaraju se s granicama općina. Često općine norveških gradova obuhvaćaju velika neizgrađena područja. Na primjer, općina grada Oslo obuhvaća područja velikih šuma, koje su smještene sjeverno i jugoistočno od grada, a više od polovice općine grada Bergena su planine.

### Geopolitika
Nepostojanje graničnih i teritorijalnih sporova u regiji pogodovalo je proglasu norveške samostalnosti 1905. godine. Norveško-švedska granica određena je 1826. u zajedničkoj državnoj uniji. Nakon razvrgnuća unije 1905., uspostavljena je demilitarizirana zona duž zajedničke granice radi izbjegavanja mogućih sukoba. Zona je bila široka oko 14,5 km na svakoj strani, a sporazumno je ukinuta 1993. godine. U 1829. je određena norveško-ruska granica, koja 1918. postaje norveško-finskom granicom. Ruskim osvajanjem sjevernog finskog koridora oko Petsama 1944. godine ponovno je uspostavljena stara norveško-ruska granica, koja je uz manje korekcije potvrđena novim sporazumom 1947. godine. Geopolitičkoj stabilnosti Norveške pridonosio je i položaj na sjeverozapadnom rubu Europe. Iako je i Norveška bila izložena britansko-njemačko-ruskom pritisku, bila je ipak izvan glavne zone sučeljavanja europskih sila.
Geostrateška funkcija Norveške očitovala se tijekom njemačke okupacije u Drugom svjetskom ratu, a nakon toga nanovo se vrednuje kroz članstvo u NATO-u od 1949. godine. Teritorijalna izduljenost Norveške od oko 1 800 km (Skagerrak – Sjeverni rt) čini je okosnicom atlantske Skandinavije. Akvatorij uz sjeverne i južne obale Norveške tranzitna su mora ruske flote prema Atlantiku. Zajedno s Danskom, Norveška omogućuje NATO-u nadzor morskog prolaza Skagerrak, a preko norveške oblasti Finnmark ostvaruje se kontrola ruskog strateškog kompleksa na poluotoku Koli. Norveško-ruska granica duga 167 granica jedina je granica NATO-a i Rusije u Europi, što je tijekom hladnog rata uvjetovalo njenu geopolitičku osjetljivost.
U sjevernim oblastima Norveške (Finnmark, Troms, Nordland) smještene su baze i službe NATO-a važne za kontrolu pomorskog pravca između Islanda i norveške obale. Osim geostrateške važnosti za NATO, sjeverna Norveška ima i tranzitnu važnost za Švedsku zbog izvora željezne rude preko luke Narvik, najprometnije norveške luke. Južni dio Norveške ima povoljniju klimu i najviše obradivog tla u zemlji. Tu je državna gospodarska regija jezgre, te luke Bergen, Stavanger i Kristiansand, iz kojih su najkraće pomorske veze prema zapadnoj Europi. Podmorje Sjevernog mora ispred južne Norveške gospodarski je značajno zbog ležišta nafte. Po proizvodnji nafte Norveška je vodeća zapadnoeuropska država.
Zbog ribolova i proizvodnje nafte te zbog nadregionalne tranzitne funkcije akvatorija i ovisnosti državnog gospodarstva o pomorskom prometu, maritimna je komponenta norveške geopolitičke stabilnosti među najvažnijima. Pomorska orijentacija poticala je Norvešku na sporazumno određivanje morskih granica u regiji te oko norveških prekomorskih posjeda. Preostali su sporovi oko Svalbardskog otočja, gdje je 1994. došlo i do oružanog sukoba norveške obalne straže s islandskim ribolovcima.

### Međunarodni odnosi
Norveška ima veleposlanstva u 88 zemalja. Šezdeset zemalja ima veleposlanstva u Norveškoj i sva su smještena u gradu Oslu. Norveška je jedna od zemalja osnivačica Ujedinjenih naroda (UN-a), organizacije NATO, Vijeća Europe i Europskog udruženja za slobodnu trgovinu (EFTA), Svjetske trgovačke organizacije i OECD-a. Skandinavija tradicionalno više oklijeva po pitanju procesa europskih integracija nego ostale europske zemlje. Norveška nije slijedila susjedne nordijske zemlje kad su dale molbe za pristup Europskoj zajednici 1962., 1967. i 1992. godine. Danska, Švedska i Finska su postale članice, a norveški je narod odbio pristupne pregovore, o kojima se pregovaralo 1972. i 1992. godine. Nakon propalog referenduma 1994., Norveška je zadržala svoje članstvo u EEA, a to je bio dogovor koji se smatrao preduvjetom za zemlje koje su 1995. trebale pristupiti Europskoj zajednici. To je nastavljalo osiguravati zemlji pristup međunarodnom tržištu Unije, pod uvjetom da Norveška implementira one dijelove zakonodavstva Unije, koji se smatraju relevantnim za unutarnje tržište (otprilike sedam tisuća od 2010.) Nekoliko norveških vlada je od 1994. zatražilo sudjelovanje Norveške u nekim dijelovima EU, koji suradnjom nadilaze odredbe sporazuma EEA. Norveškoj je dopuštena suradnja bez mogućnosti glasanja, u npr. Zajedničkoj sigurnosnoj i obrambenoj politici, Schengenskom sporazumu, Europskoj agenciji za obranu, kao i u 19 odvojenih programa. Iako su na dva referenduma odbili članstvo u Europskoj uniji, Norvežani su zadržali bliske veze s Europskom unijom i njezinim zemljama članicama, kao i sa Sjedinjenim Američkim Državama. Norveška je ostala jedna od zemalja koje najviše financijski pridonose Ujedinjenim narodima i sudjeluje s UN snagama u međunarodnim misijama, naročito u Afganistanu, na Kosovu i u Sudanu. 

### Vojska
Norveške oružane snage trenutačno broje oko 23 000 ljudi, uključujući civilne zaposlenike. Prema sadašnjim planovima mobilizacije, snaga tijekom pune mobilizacije je otprilike 83 000 vojno sposobnih ljudi. Norveška ima obavezan vojni rok za muškarce (6 do 12 mjeseci obuke) i dobrovoljno služenje vojske za žene. Oružane su snage podređene norveškom Ministarstvu obrane i glavnom zapovjedniku, kralju Haraldu V. Norveška je vojska podijeljena na rodove: vojska, kraljevska mornarica, kraljevske zračne snage i rezervne snage dobrovoljaca. Norveška je bila jedna od osnivačica Sjevernoatlantskog vojnog saveza (NATO) 4. travnja 1949. godine. Danas Norveška sudjeluje u Međunarodnim snagama za sigurnosnu pomoć (ISAF) u Afganistanu. Osim toga, Norveška je sudjelovala u nekoliko misija u sklopu Ujedinjenih naroda, NATO-a i Zajedničke sigurnosne i obrambene politike Europske unije. 

## Povijest
Vikinzi su dva stoljeća pljačkali i palili Europu dok nisu prihvatili kršćanstvo 994. za vladavine Olafa Tryggvasona. Promjene u kraljevini trajale su kao proces još nekoliko stoljeća.
Godine 1397. Norveška je ušla u uniju s Danskom, Kalmarsku uniju, i u tom savezu ostala sljedećih 400 godina. Godine 1814. Norveška je prepuštena Švedskoj, ali Norvežani su proglasili neovisnost i donijeli svoj ustav. Šveđani su tada okupirali Norvešku vojnom silom, ali su ipak dopustili da Norveška zadrži svoj ustav pod uvjetom da ostane u uniji pod švedskom krunom.
Nacionalni osjećaji bujali su u 19. stoljeću i nacionalni romantizam dostigao je vrhunac 1905. godine kad je Norveška mirnim putem, referendumom, donijela odluku o neovisnosti. Iako je bila neutralna tijekom Prvog svjetskog rata, ipak je pretrpjela znatne gubitke u brodovlju i indirektne gospodarske štete. Norveška je javno proglasila neutralnost na samom početku Drugoga svjetskog rata, ali Nacistička ju je Njemačka okupirala punih pet godina nakon 63 dana odupiranja opsadi.
Godine 1949. napustila je politiku neutralnosti i pristupila NATO savezu.
Otkriće nafte i zemnog plina ranih 1960-ih godina u norveškim teritorijalnim vodama potpuno je promijenilo ekonomsku sliku države. Na referendumu 1994. godine građani Norveške odbili su pridružiti se Europskoj uniji. Danas im je glavni cilj održati najviši osobni standard u Europi i planirati budućnost nakon što se iscrpe rezerve prirodnih energenata.

## Stanovništvo
Računa se da je Norveška 2018. godine imala 5.323.933 stanovnika, odnosno 15 stanovnika/km² po čemu je, nakon Islanda, europska država s najmanjom gustoćom naseljenosti. Prosječna starost je 38 godina. Oko 80 % stanovništva živi na obali ili u njezinoj blizini, prije svega u široj okolici Osla (30 % stanovnika), na južnoj i jugozapadnoj obali te u Trondheimskom fjordu. Svojstveno je sezonsko preseljenje iz gradova u vikendice, kojih ima oko 300 000. Glavni i najveći grad je Oslo s 906 681 stanovnika. Ostali veći gradovi s više od 50 000 stanovnika su Bergen (235 046), Stavanger (197 852), Trondheim (164 953),  Fredrikstad/Sarpsborg (104 382), Drammen (100 303), Porsgrunn/Skien (88 335), Kristiansand (69 380), Tromsø (56 466) i Tønsberg (48 350). U gradovima živi ukupno 75 % stanovništva zemlje.
Broj stanovnika je od 1989. do 1994. rastao brže (0,5 %) nego u početku 1980-tih godina (0,3 %). To je rezultat u prvom redu povećanja prirodnog prirasta (2,0 ‰ 1981. – 1983.; 3,4 ‰ 1991. – 1993.), za razliku od većine europskih zemalja. Natalitet 1993. iznosi 13,7 ‰, (12,4 ‰ u 1981.), mortalitet 10,7 ‰ (10,2 ‰ u 1981.), a infantilni mortalitet 5,9 ‰ (7,5 ‰ u 1981.). U drugoj polovici 19. stoljeća i početkom 20 stoljeća, Norveška je imala visok prirodni priraštaj, no broj stanovnika je rastao sporo zbog velikog iseljavanja, kada je oko 750 000 ljudi iselilo, najviše u Sjevernu Ameriku. Stanovništvo Norveške je prema demografskim kriterijima staro. Prema popisu iz 1999. godine, 15 % stanovnika ima ispod 14 godina, 65 % je u dobi od 15 do 65, a 20 % je starije od 65 godina. 
Pismenost u Norveškoj je 100 %. Ima dva službena pisana standarda: bokmål, temeljen na danskome, i nynorsk, temeljen na norveškim dijalektima. Oba su jezika ravnopravna i u službenim spisima jednako zastupljena. U školama se uče oba, a učenici odabiru glavni standard koji će učiti intenzivnije. Bokmål u praksi ima daleko veći broj govornika, a i upravo se on najčešće uči kada se norveški podučava kao strani jezik. Najveća autohtona nacionalna manjina u Norveškoj su Saami (zastarjelog etnonima Laponci ili Lapi) i ima ih oko 20 000.
Glavninu stanovništva čine Norvežani (86,2 %), sjevernogermanski narod; na sjeveru, na ravnjaku Finnmarksvidda, živi 21 000 Saama (Laponija) i 12 000 Finaca (Kveni). Od stranaca, koji čine 12,2 % stanovništva, najviše je Šveđana (1,6 %), Poljaka (1,3 %), Danaca (1,0 %), Nijemaca (0,8 %), Britanaca (0,7 %), Pakistanaca (0,7 %). Postoje i grupe useljenika iz Rumunjske, Somalije, Tajlanda, Filipina, Rusije i Iraka. Norveška je tijekom čitave povijesti imala veze s drugim zemljama, pa su u nju doseljavali moreplovci, trgovci, rudari, građevinari, ali i javni službenici. Većina doseljenika potiče iz susjednih zemalja. Mnogi su Norvežani potomci doseljenika koji su se tamo doselili prije više generacija. U usporedbi s drugim europskim zemljama, u Norvešku je u novije vrijeme doselilo poprilično malo ljudi, zbog čega je norveško stanovništvo dosta homogeno. 

## Religija
U srednjem vijeku su Norvežani, kao i ostali Skandinavci, bili sljedbenici germanskog poganstva.
Najveći broj Norvežana danas su pak Luterani (Crkva kojoj automatski pristupaju rođenjem), čak 79,4 % njih, dok ostalih sekti protestanata te katolika zajedno ima oko 1,7 %, a drugi su neopredijeljeni. Norveška crkva je do 2012. godine imala status državne crkve te je norveški kralj ujedno bio i njen poglavar.
U studenom 2011. bilo je oko 98 000 registriranih katolika u Norveškoj. Postoji, međutim, dosta katolika koji nisu registrirani sa svojim identifikacijskim brojem; tako da je stvaran broj vjerojatno oko 230 000 katolika, od kojih je 70 % rođeno van granica Norveške.
Annuario Pontificio 2011. godine spominje broj od 229 652 katolika, što čini oko 5 % stanovništva katolicima. Time je Norveška najkatoličkija zemlja u Sjevernoj Europi.

## Jezici Norveške
U Norveškoj se govori 10, odnosno 11 jezika, od kojih su svi živi. Sam norveški jezik kao makrojezik obuhvaća velik broj mjesnih govora i dijalekata. Ostalih 9 jezika su predstavnici romskih, finskih i laponskih skupina, uz jedan miješani jezik i jedan znakovni jezik:
- južnolaponski jezik
- lulejskolaponski jezik
- pitejskolaponski jezik
- sjevernolaponski jezik
- kvenski finski jezik
- norveški znakovni jezik
- putnički norveški jezik
- tavringerski romski jezik
- vlaški romski jezik

## Kultura
| Književnici - Henrik Ibsen - Hans Aanrud - Knut Hamsun | - Jo Nesbø - Karl Ove Knausgård - Jon Fosse | Likovni umjetnici - Edvard Munch - Johan Christian Dahl - Hans Gude | Glazbeni umjetnici - Edvard Grieg - Dimmu Borgir - Marit Larsen |

## Gospodarstvo
Norvežani imaju drugi najveći bruto domaći proizvod (GDP) po stanovniku u Europi (nakon Luksemburga) i četvrti najviši na svijetu. Danas Norveška glasi kao druga najbogatija zemlja na svijetu po novčanoj vrijednosti, s najvećom kapitalnom rezervom po stanovniku uopće. Norveška je zadržala prvo mjesto na svijetu prema UNDP Human Development indeksu (Ljudski razvojni indeks), i to šest godina zaredom (od 2001. do 2006.) i potom opet 2009. i 2010. Troškovi života u Norveškoj su oko 30 % viši nego u Sjedinjenim Američkim Državama i 50 % viši nego u Velikoj Britaniji. Standard života u Norveškoj je među najvišima na svijetu. Časopis Foreign Policy smjestio je Norvešku na posljednje mjesto među državama u raspadu (engl. Failed States Index) za 2009., prosudivši da je Norveška najstabilnija zemlja na svijetu i zemlja koja najbolje provodi svoj sustav. Neprekidan izvoz nafte i prirodnog plina, u kombinaciji sa zdravom ekonomijom i velikim sakupljenim bogatstvom, dovodi do zaključka da će Norveška u doglednoj budućnosti ostati među najbogatijim zemljama svijeta. 
Norveška ekonomija primjer je miješane ekonomije, kombinacija napredne kapitalističke socijalne države, slobodnog tržišta i većinskog udjela države u nekim ključnim sektorima. Norveška socijalna politika omogućila je besplatno javno zdravstvo (iznad određene razine), a roditelji imaju 12 mjeseci plaćeni porodiljni dopust. Prihod koji država ima iz prirodnih izvora uključuje značajan doprinos od proizvodnje nafte te značajan i dobro upravljan prihod vezan uz taj sektor. Norveška ima vrlo nizak broj nezaposlenih, u 2022. samo 3,2 %. Do 30 % radne snage zaposleno je u državnom sektoru, najviše u OECD-u. Na državnoj je skrbi 22 %, a 13 % je nesposobnih za rad, najveći udio na svijetu. Razina produktivnosti po satu, kao i prosječna zarada po satu, najveći su na svijetu upravo u Norveškoj. Vrijednosti ravnopravnosti norveškog društva osiguravaju da razlika u plaći između najniže plaćenog radnika i predsjednika uprave u većini tvrtki jest znatno manja u usporedbi sa zapadnim ekonomijama. Država je vlasnik u ključnim industrijskim sektorima, kao što je strateški naftni sektor (Statoil i Aker Solutions), proizvodnja struje u hidroelektranama (Statkraft), proizvodnja aluminija (Norsk Hydro), najveća norveška banka (DnB NOR) i telekomunikacijska tvrtka (Telenor). U tim velikim tvrtkama vlada kontrolira 30 % dionica na burzi u Oslu. 
Norveška je velika pomorska zemlja i ima šestu najveću trgovačku flotu na svijetu, s 1412 vlastitih trgovačkih brodova. Norveška posjeduje znatne zalihe nafte, prirodnog plina, minerala, šuma, plodova mora, svježe vode i električne struje iz hidroelektrana. Najveći je svjetski proizvođač nafte i prirodnog plina po stanovniku izvan Bliskog istoka, a naftna industrija donosi oko četvrtinu bruto domaćeg proizvoda. Velike zalihe nafte i prirodnog plina otkrivene su 1960-ih godina, što to je dovelo do naglog razvoja ekonomije. Norveška je postigla jedan od najviših standarda života na svijetu, zahvaljujući djelomično i tome što ima goleme količine prirodnih resursa s obzirom na broj stanovništva. Norveška je i drugi najveći svjetski izvoznik ribe (po vrijednosti odmah nakon Kine) i šesti najveći svjetski izvoznik oružja. Hidroelektrane proizvode 98 – 99 % električne struje u Norveškoj. Zemlja je zadržala skandinavski model socijalne skrbi s općim zdravstvenim osiguranjem, subvencioniranim visokim obrazovanjem i sveobuhvatnim sustavom socijalne zaštite. Od 2001. do 2007. i potom 2009. i 2010. Norveška je imala najveći razvoj ljudskih potencijala na svijetu.
Kao članica EFTA-e od 1. siječnja 1993. godine priključila se jedinstvenome zapadnoeuropskom tržištu, no na referendumu održanom 1994. stanovništvo je odbilo punopravno članstvo u Europskoj uniji. Do otkrića velikih nalazišta nafte i zemnog plina pod Sjevernim morem potkraj 1960-ih godina, njezina se privreda temeljila na ribarstvu i proizvodnji energetski zahtjevnih industrijskih proizvoda, kao što su aluminij i ostali obojeni metali te umjetna gnojiva. Kao skandinavska zemlja, najveći naglasak u svojoj ekonomiji daje integraciji u europski gospodarski prostor, u kojemu godišnje razmjenjuje robu u vrijednosti od blizu 50 milijardi američkih dolara. Značajan je izvoznik nafte, derivata, kemikalija, drva, papira, pomorskih usluga, brodova, te bakalara i drugih prehrambenih proizvoda. Glavni su joj trgovački partneri Velika Britanija, Švedska, Njemačka te SAD. S članicama EFTA-e ostvaruje 17 % izvoza i 25 % uvoza, a sa zemljama EU 65 % izvoza i 48 % uvoza. Norveška je kruna u svome tečajnom prilagođavanju vezana za ECU, de facto za njemačku marku, pa je od početka 1990-ih i norveška monetarna politika čvrsto usklađena s politikom njemačke Bundesbanke. Monetarna stabilnost i liberalizirana privreda privukle su u 1990-ima mnoge strane ulagače, pa su 1993. cijene dionica na burzi u Oslu porasle za 60 %.

### Poljoprivreda
Norveška ima samo 939 000 ha njiva i trajnih nasada, što zauzima 2,9 % površine, i 130 000 ha travnjaka i pašnjaka, što zauzima 0,4 % površine države. Zbog nepovoljnih prirodnih uvjeta, poljoprivreda je razmjerno skromna, premda je vrlo važna zbog naseljenosti sjevernog područja i cijele regije, tako da uživa potporu države (oko 150 000 NOK državnih subvencija po posjedu na godinu). Osim državne subvencije, poljoprivredni proizvodi imaju apsolutnu prednost na domaćem tržištu jer je uvoz dopušten samo kad nema domaće ponude. Usprkos tome, broj seoskih posjeda se zadnjih desetljeća smanjio; 1959. ih je bilo 200 000, 1995. ih je bilo 83 000, a danas su i dalje razmjerno mala, dok im je prosječna veličina 10,2 ha. Brojni imaju dodatni izvor prihoda u šumarstvu i ribarstvu. Poljoprivreda je izrazito usmjerena na stočarstvo, za koje proizvode velik dio krme na njivama. Glavna su poljoprivredna područja u riječnim dolinama u široj okolici Osla, uz južnu obalu i u dnu većih fjordova.
Glavni su proizvodi ječam, kojeg se godišnje proizvede 645 000 tona, i zob, koje se godišnje proizvede oko 380 000 tona za stočnu hranu, a od kulturnih biljaka pšenica, raž, krumpir i uljana repica. Na jugu proizvode i prilične količine povrća. Stočarstvo je najvažnija grana poljoprivrede, prije svega mliječno i mesno govedarstvo te ovčarstvo s 1,33 milijuna grla goveda i 2,4 milijuna ovaca. U sjevernim i zapadnom djelu zemlje prilično je raširen uzgoj krznaša, najviše polarne i plave lisice te američke kune. Na krajnjem sjeveru Saami uzgajaju sobove, kojih u Norveškoj ima oko 150 000.

### Ribarstvo
Norveška ima brojne pogodnosti koje stanovništvu omogućavaju bavljenje ribolovom. Velik broj fjordova, koji zadiru duboko u kopno, pogodna su mjesta za mriještenje riba. Dno mora uz obalu prekriveno je muljem, što je povoljan uvjet za razvoj sitnih morskih organizama, koji su hrana ribama. Ribarska flota ima 14 200 ribarskih brodova, no broj ribara opada, osobito onih za koje je ribarstvo samo dopunska djelatnost: ima ih oko 23 000. Ulov je 1995. iznosio 2,63 milijuna tona ribe, što ju čini desetom zemljom na svijetu po količini ulova. Glavne su ribarske luke Trondheim, Hammerfest, Bergen i Ålesund. U sjevernim dijelovima, prije svega na Lofotima, prevladava lov na bakalare. Južnije love najviše sleđeve, a na području Stavangera na jugu srdele. Uz to još love losose, škampe i školjke. Na zahtjev Međunarodne komisije za kitolov, Norveška je 1986. prestala loviti kitove, no 1992. usprkos međunarodnim prosvjedima, ponovno ih počinje loviti. Sve se više uvodi marikultura i to u prvom redu uzgoj lososa i pastrva. 

### Šumarstvo
Norveška ima 8,81 milijuna ha šuma, odnosno 27,2 % površine od čega je 80 % igličastih i 20 % listača. Proizvodnja drveta iznosi 9,04 milijuna m³, što nije dovoljno za potrebe domaće industrije. Više od četvrtine šuma u privatnom je vlasništvu i one su kao primarni ili sekundarni izvor prihoda od bitne važnosti za brojne seoske posjede. Norveška je u prošlosti imala puno više šuma, no kako se sjeklo, a nije se brinulo za obnavljanje, velike površine šumskog tla su se pretvorile u bare i močvare. Danas država ulaže velika sredstva u uzgoj šuma, pošumljavanje i izgradnju šumskih cesta.

### Rudarstvo i energetika
Nakon otkrivanja nafte i prirodnog plina u Sjevernom moru (1969.) i početka tržišnog iskorištavanja (1971.), Norveška je još 1975. postala izvoznica, a danas je peti najveći izvoznik nafte i treći izvoznik prirodnog plina u svijetu. Godine 1997. su proizveli 160,8 milijuna tona nafte i 45,6 milijuna m³ prirodnog plina. Na svim do sad otkrivenim poljima južnije od 62° N (Ekofisk, Eldfisk, Vallhall, Ula Gyda i Cod usred Sjevernog mora te Snorre, Statfjord, Gullfaks, Troll, Cab, Oseberg, Frigg između zapadnih i Shetlandskih otoka) Norveška ima oko 1,4 % svjetskih zaliha nafte i 1 % svjetskih zaliha prirodnog plina. To gorivo je izvrsne kakvoće i leži u politički vrlo stabilnom dijelu svijeta. Za cjelokupno gospodarstvo važna je bila odluka da Norveška neće bitno povećati proizvodnju, tako da će zalihe dostajati još dugi niz godina. Pretpostavlja se da se bogata nalazišta nalaze i u Barentsovom moru, no zasad s Rusijom nisu uspjeli sklopiti sporazum o razgraničenju tamošnjeg kontinentalnog pojasa. Podmorsko bogatstvo iskorištava 6 naftnih tvrtki, od kojih je najveća državna tvrtka Statoil (55 % proizvodnje). Prirodni plin podmorskim plinovodima neposredno izvoze u Njemačku (terminal Emden), Belgiju (terminal Zeebrugge) i Veliku Britaniju (terminal St. Fergus u Škotskoj), a za domaću upotrebu do terminala Kårstø kod Stavangera i Kollshes kod Bergena. Naftu transportiraju podmorskim naftovodima do terminala Mongstad sjeverno od Bergena i Teesport u Velikoj Britaniji, a djelomično je tankerima prevoze do rafinerije u Stavangeru. Plinovod Langeled koji ide po dnu mora iz Norveške u Ujedinjeno Kraljevstvo, je drugi plinovod prirodnog plina po duljini u svijetu. Središte naftne i plinske proizvodnje je Stavanger, gdje se nalaze središta kompanija, i ishodišta za opskrbu platforme. Proizvodnjom mineralnih gnojiva u izvanredno teškim uvjetima Norveška je postala vodeća u tehnologiji izgradnje naftnih i plinskih platformi. 
Rudarstvo u Norveškoj razvija se od početka 16. stoljeća i tada se prvotno odnosilo na iskapanje željezne rude, što traje do početka 19. stoljeća, kada se u tome pojavila velika konkurencija. Važan faktor u tom pogledu bilo je taljenje rude, koje se vršilo uz pomoć drvenog ugljena, što je bilo vrlo skupo. Danas Norveška vadi oko 1,55 milijuna tona željeza u rudi, a najviše ga ima u Malmöu i Rødsandu. Od drugih ruda spomena su vrijedni bakar, kojeg ima u Trondheimu, Röråsu i na Sulitelme, srebro kod Kongsberga, titanij kod naselja Egersunda, nikal i mangan. Oko Oslofjorda nailazimo na različite vrste kamena, kao što su granit, dijabaz, sijenit i porfirit. 
Što se tiče energetike, instalirana snaga svih elektrana iznosi 27 498 MW i to gotovo isključivo u hidroelektranama, jer one daju 98 % do 99 % električne energije. Norveška ima 23 % svog vodenog potencijala Europe. Taj potencijal je već 60 % iskorišten zbog vrlo povoljnih mogućnosti za dobivanje električne energije (obilne padaline, akumulacijska jezera, jezera na naseljenim fjellima i hidroelektrane u fjordovima). Dio energije se iskorištava u energetski intenzivnijoj industriji, a dio se u okviru udruženja Nordel izvozi u Švedsku, Dansku i Njemačku.

### Industrija
Industrija se u Norveškoj počela snažnije razvijati u 19. stoljeću. Samo nekoliko grana današnje industrije potječe iz prethodnih stoljeća. Najranije su se razvile industrije koje prerađuju domaće sirovine kao što su industrija ribe, željeza i drva. Danas se norveška industrija dijeli na energetski zahtjevnu tešku industriju, raspoređenu po fjordovima u neposrednoj blizini hidroelektrana i radno intenzivnu industriju koja je uglavnom na širem području Osla, u Bergenu i Trondheimu. Industrija željeza cvala je još početkom 17. stoljeća, kada se za dobivanje željeza koristio drveni ugljen u visokim pećima, a tek se početkom 20. stoljeća umjesto drvenog ugljena koristi električna energija te nastaju talionice u Stavangeru i Oslu. Nešto se željezne rude izvozi, a dobar se dio koristi u crnoj i obojenoj metalurgiji uz bakrenu, titanijevu rudu i magnezit, te boksit (aluminij) koji djelomično uvoze. Najvažnija je proizvodnja aluminija u velikim tvornicama u Mosjøenu, Sunndalsøri, Årdalu, Høyangeru, Karmøyu i Listi. Ostala obojena metalurgija nalazi se u Sulitjelmi i u Kristiansandu gdje se proizvodi cink i bakar. U Norveškoj ima i drvne industrije, za koju ima najviše sirovine u šumama južne Norveške. Trupci se od tamo dopremaju splavarenjem do ušća ili do donjeg toka rijeka, gdje ih preuzimaju pilane, strugare i tvornice, koje ih prerade u mehaničku i kemijsku drvenu masu, koja je vrlo kvalitetna i jeftina. Od nje se proizvodi papir, brodovi i namještaj. Po broju zaposlenih najvažnija je prehrambena industrija, u kojoj je zaposleno 50 000 ljudi. Na prvom mjestu je prerada ribe tj. sušenje bakalara i konzerviranje sitne ribe na čijem usavršavanju rade brojni stručnjaci. Konzervirana se riba u velikim količinama izvozi u Njemačku, Austriju, Češku, Slovačku, Poljsku i Mađarsku. Od druge prehrambene industrije ističe se prerada mlijeka u sir i maslac vrhunske kvalitete, proizvodnja piva i čokolade. Proizvode i duhanske proizvode za koje sirovine moraju uvoziti. Tekstilna industrija se bazira pretežno na uvezenim sirovinama, dok kemijska industrija proizvodi kalcijev karbid i umjetni dušik u tvornicama u Notoddenu i u Rjukanu. Na drugom mjestu po broju zaposlenih je grafička industrija s 36 000 zaposlenih, a na trećem strojogradnja s 22 000 zaposlenih.

### Promet
Norveška ima velike teškoće u izgradnji cesta zbog prirodnih zapreka. Samo jedan takav primjer su fjordovi koji prodiru duboko u kopno. Ipak je veza između zapada i istoka bila nužna što zbog prevoženja ljudi i robe do važnijih atlantskih luka, što zbog turizma. Danas ukupna duljina svih cesta u Norveškoj iznosi 90 269 km, od čega ih je 70 % sa suvremenim kolnikom, a 500 km čine dvotračne i četverotračne autoceste.
Što se tiče željezničkog prometa, Norveška ima 3999 km željezničke pruge, od čega je 2422 km elektrificirano, a razmak između tračnica je 1435 mm. Najvažniji željeznički čvor je Oslo, iz kojeg pruge vode prema Švedskoj, Stavangeru, Bergenu i na sjever preko Trondheima do Bodøa. Za izvoz Švedske željezne rude vrlo je važna željeznička pruga od Kirune do luke Narvik. Većinom željeznicama upravljaju Norveške državne željeznice, NSB (Norges Statsbaner), koje su u cijelosti u vlasništvu države, a 65 km pruge je u vlasništvu pet privatnih poduzeća. 
Važan oblik prometa u Norveškoj je i brodski promet. U dva Norveška brodska registra bilo je 1997. registrirano 1138 trgovačkih brodova nosivosti 32,86 milijuna tona. Da bi se smanjio bijeg norveških brodova pod tuđe zastave, osim Norveškog državnog registra, osnovan je 1987. i Norveški međunarodni registar NIS (engl. Norway International Shipping Register), u kojem su na snazi znatno blaži uvjeti poslovanja. Zbog dugogodišnje krize u klasičnom prijevozništvu, brojni su se norveški brodari uspješno specijalizirali za djelatnosti povezane s iskorištavanjem nafte i zemnog plina u moru, kao što su opskrba platformi, ronilački brodovi, brodovi za gradnju podmorskih naftovoda i plinovoda, pokretne naftne platforme i sl.
Najveće su luke Oslo, Tønsberg, Porsgrunn, Stravanger, Bergen, Trondheim, Mo i Rana, Narvik (utovar švedske željezne rude) i Krikenesa (utovar norveške željezne rude). Vrlo je važna i obalna plovidba, prije svega tzv. Hurtigrute između Bergena i Kirkenesa (oko 2500 km), svakodnevna i cjelogodišnja putnička i teretna veza između 30 obalnih naselja. Brojni manji trajekti povezuju obale dubokih fjordova i otoke s kontinentom, a veliki trajekti Norvešku s Danskom (Kristiansand – Hirtshals, Frederikshavn – Oslo) i Velikom Britanijom (Newcastle – Stavanger). Posljednji oblik prometa kojeg je važno spomenuti je zračni promet. Norveška ima 38 aerodroma s redovitim putničkim prometom. Međunarodni aerodromi su Oslo (Fornebu), Bergen (Flesland) i Stavanger (Sola). Najveći je zračni prijevoznik Det Norske Luftfartselskap (DNL), jedan od partnera u Scanadinavian Airlines Systemu (SAS). Odmah iza njega slijedi prijevoznik SAFE (Braathens South-American & Far East Airtransport).

## Prirodne i kulturne znamenitosti
Norveška ima brojne kulturne i prirodne znamenitosti što je doprinijelo razvoju turizma. Godine 1996. Norvešku je posjetilo 3,3 milijuna stranih turista, najviše iz Švicarske, SAD-a, Velike Britanije i Njemačke. Najprivlačnija su krstarenja po fjordovima, planinarenje, splavarenje na divljim vodama i skijanje. Neka od najvažnijih prirodnih i kulturnih znamenitosti su:
- Alta, grad u sjevernoj Norveškoj na ušću rijeke Alte u Altafjord. U njemu pronalazimo oko 3000 prapovijesnih crteža na stijenama (petroglifi) iz 4200. do 500. pr. Kr., koje su dio UNESCO-ove Svjetske baštine.
- Bergen, drugi najveći grad u Norveškoj, u zaljevu Byfjord. U luci je stara trgovačka četvrt Bryggen ili Tyskebryggen („Njemačko pristanište”) sa starim trgovačkim kućama i Hanzeatskim muzejom, koji je dio UNESCO-ove Svjetske baštine, nekadašnja tvrđava Bergenhus na ulazu u luku, Marijina crkva iz 12. stoljeća, Troldhaugen (kuća skladatelja Edvarad Griega) i muzej na otvorenom Gamle Bergen. On je jedan od najstarijih, ali i najmoderniji grad Norveške. Nekada je bio najveći i najživahniji norveški grad, a od 1445. do 1545. i njemačka kolonija. Po svojoj duhovnoj kulturi svrstava se odmah iza Osla.
- Geirangerfjord, jedan od najslikovitijih fjordova u Norveškoj, s najljepšim vidicima s vrha Dalsnibba (1495 m) te spustom u fjord po Geirangerskoj cesti. Također je poznata slikovita Orlujska cesta (Ørneveien) iz Geirangera u Nordalsfjord. To je prostor nepogodan za naseljavanje, no nešto stanovništva ipak ima. Oni su kuće sagradili na terasama u visini od 600 do 800 m.
- Nacionalni park Hardangervidda, na istoimenoj visoravni kojemu je površina 3400 km². Krase ga brojna planinska jezera, prostrani ravnjaci gorske tundre te slap Vøringfoss visok 183 m.
- Heddal, najveća drevna crkva u Norveškoj, u blizini Notoddena u okrugu Telemarku. Sagrađena je oko 1250. godine s bogatim rezbarijama i zidnim slikama.
- Nacionalni park Jostedalsbreen te ledenjak Jostedalsbreen, najveći na europskom kontinentu, površine 487 km². Nalazi se u planinama između Sognefjorda i Nordfjorda, na nadmorskoj visini od 1000 do 2000 m. To je do 500 m debela ledena masa u 26 ledenjaka, koja se spušta u susjedne doline.
- Karasjok, predio u sjevernoj Norveškoj, uz rijeku Karasjohka, blizu granice s Finskom. To je Laponsko središte koje je dom Sametingetu, kao i informativnom centru i muzeju Saama. Južno od toga predjela nalazi se nacionalni park Øvre Anarjåkka, na prostranoj visoravni s tundrom i velikim tresetištima. Površina mu je 1290 km².
- Lillehammer, grad na sjevernom kraju jezera Mjøse na rijeci Gudbrandsdalslågen (ili Lågen). To je veliko središte zimskih sportova i poprište XVII. Zimskih olimpijskih igri (1996.). Također ga krasi muzej na otvorenom Maihaugen sa starim kućama iz cijele Norveške.
- Hammerfest je najsjeverniji grad Europe, a neki ga smatraju i najsjevernijim gradom svijeta, na otoku Kvaløyu. Nalazi se na 70º 39' N i važna je ribarska luka i polazište za Nordkapp. Sunce tamo ne izlazi od 17. svibnja do 28. srpnja, pa je grad ljeti vrlo živahan. Vegetacija je u njemu vrlo oskudna, tako da na gradskom trgu uspijeva jedva nekoliko stabala. U gradu se nalazi tvornica koja iz bakalara, proizvodi riblje ulje pa od toga cijeli grad neugodno zaudara.
- Lofoti (Lofoten), niz gorovitih otoka ispred Norveške obale, sa stožastim vrhovima i slikovitim ribarskim naseljima u zaljevima. Neka od najpoznatijih su Austvågøy sa središtem u Svolvaeru (slikoviti Trollfjord), Vestvagøy, Moskenesøya.
- Røros, rudarski grad u unutrašnjosti srednje Norveške, na rijeci Røa. Krase ga stare rudarske kuće iz 17. i 18.stoljeća, rudarski muzej, rudnik Christianus Sextus kojeg je moguće razgledati. Cijeli je grad dio UNESCO-ove Svjetske baštine.
- Nacionalni park Saltfjellet–Svartisen u sjevernoj Norveškoj, površine 2 102 km². Nalazi se na istoimenoj visoravni, na nadmorskoj visini od 1200 do 1400 metara, s brojnim ledenjacima (kao Svartisen) i krškim špiljama (turistička špilja Grønli).
- Nordkapp (Sjeverni rt) je rt na otoku Magerøyi, na krajnjem sjeveru Europe (71° 10′ 21″ N), premda se još sjevernije pruža obližnji rt Knivskjellodden. To je vrlo otmjeno turističko odredište, dostupno cestom iz Honnigsvåga. Sunce tamo ne zalazi od 14. svibnja do 30. srpnja.
- Stavanger, grad na jugozapadnoj obali koji je središte za opskrbu naftnih platformi na otvorenom moru. Stara je gradska jezgra s drvenim kućama i romaničkom katedralom iz 11. stoljeća.
- Trondheim, grad na južnoj obali Trondheimskog fjorda. Do 13. stoljeća je bio prijestolnica norveških kraljeva. Turistička je atrakcija velebna katedrala s grbom sv. Olava, u kojoj se od 1814. krune norveški kraljevi. Poznat je i slikoviti most Gamle Bybro ili Bybroa.
- Urneška drvena crkva na farmi Ornes, na istočnoj obali Lustrafjorda, sjevernog rukavca Sognefjorda. Tamo se nalazi jedna od najstarijih drevnih crkava iz 11. stoljeća koja je, kao i cijelo selo, dio UNESCO-ove Svjetske baštine.[16]

## Galerija
- Panoramski pogled na Romsdalen
- Panoramski pogled na Gimsøystraumen